# Zamlądz
Zamlądz – dawniej samodzielna miejscowość, obecnie część (SIMC 0921409) Otwocka, w województwie mazowieckim, w powiecie otwockim. Leży w północnej części Otwocka, między Mlądzem a Świdrem Wschodnim, blisko granicy miasta i józefowskich Rycic oraz wsi Emów (przysiółka Mądralin). Jest to obecnie bardzo mała miejscowość, ciągnąca się wzdłuż ul. Żurawiej.
W latach 1867–1939 wieś w gminie Wiązowna. W 1921 roku Zamlądz liczył 95 stałych mieszkańców. 
20 października 1933 utworzono gromadę Zamlądz w granicach gminy Wiązowna, składającą się z kolonii Zamlądz-Żabianka, kolonii Chaskielówka-Frymet i kolonii Konstantynów i folwarku Konstantynów.
1 kwietnia 1939 gromadę Zamlądz wyłączono z gminy Wiązowna i włączono do gminy Letnisko Falenica w tymże powiecie.
Podczas II wojny światowej w Generalnym Gubernatorstwie, w dystrykcie warszawskim. W 1943 gromada Zamlądz (w gminie Falenica) liczyła 308 mieszkańców.
15 maja 1951, w związku ze zniesieniem gminy Falenica Letnisko (i włączeniem jej większej części do Warszawy), gromada Zamlądz weszła w skład gminy Józefów.
1 lipca 1952, w związku z likwidacją powiatu warszawskiego, Zamlądz wyłączono z gminy Józefów i włączono  do miasta Otwocka, przez co Zamlądz stał się integralną częścią miasta. Równocześnie Otwock włączono do nowo utworzonego powiatu miejsko-uzdrowiskowego Otwock, który przetrwał do końca 1957 roku, kiedy to został przekształcony w powiat otwocki.